# Alsodes nodosus
Alsodes nodosus (Duméril & Bibron, 1841) è una specie di anfibi anuri appartenente alla famiglia Alsodidae.